# Convento de São Francisco da Cidade

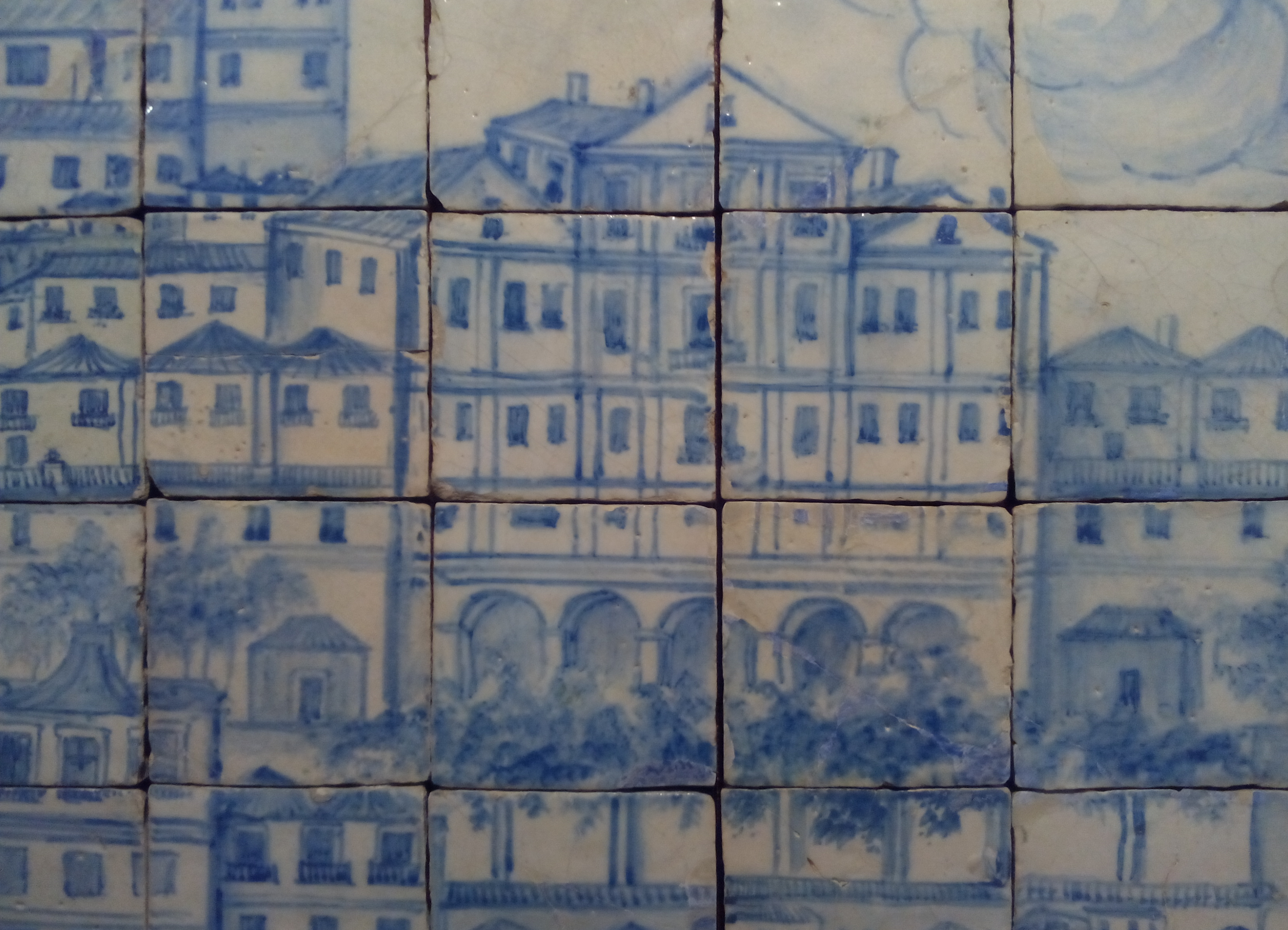
Representação do Convento de São Francisco da Cidade, num painel de azulejos do início do século XVIII (Museu Nacional do Azulejo)

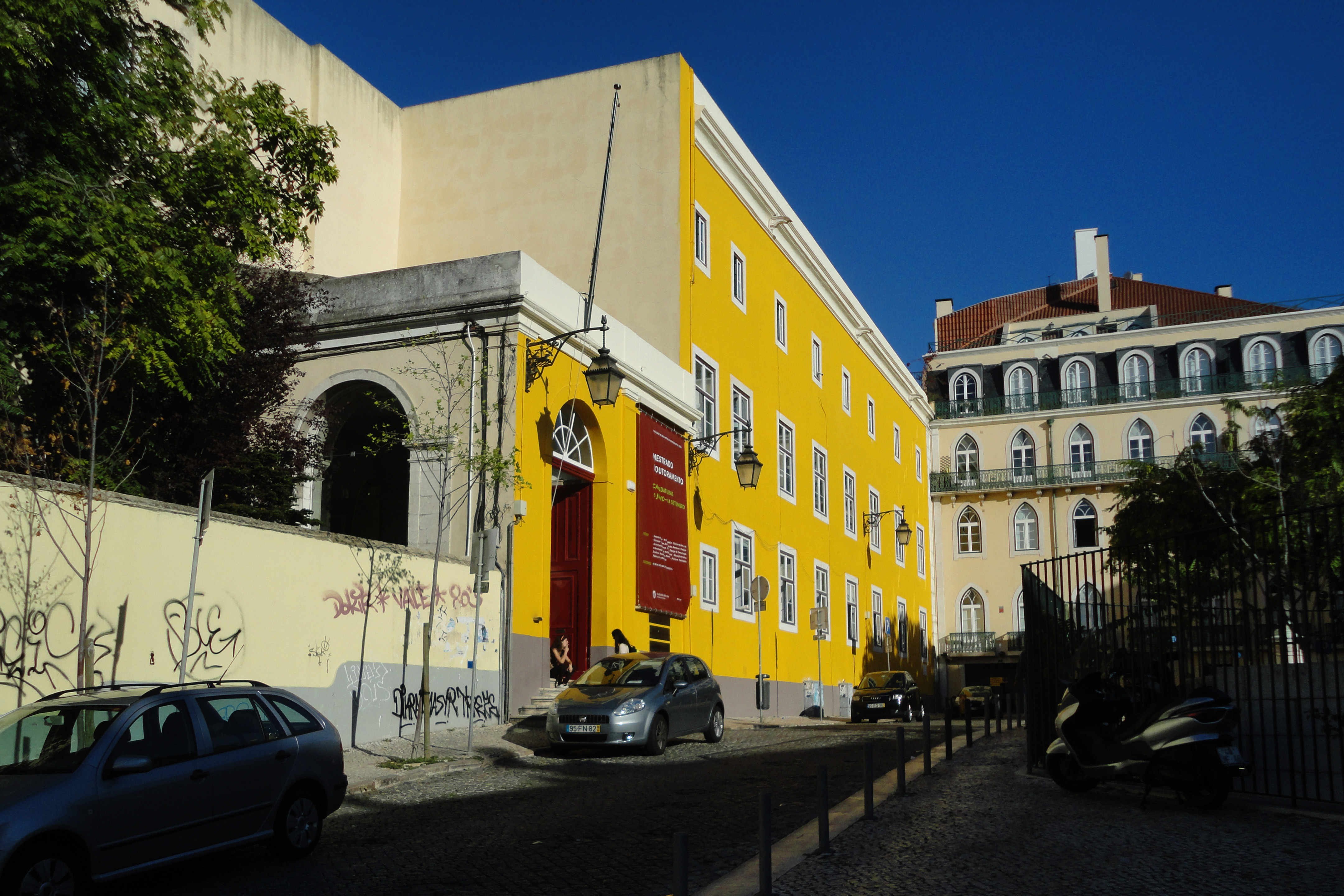
Faculdade de Belas-Artes da Universidade de Lisboa, 2012

O Convento de São Francisco da Cidade em Lisboa, foi fundado em 1217 por Frei Zacarias, que três anos antes chegara a Portugal na companhia de Frei Guálter, ambos vindos de Assis. Foi demolido em 1839, sendo as colunas integradas na fachada de construções que tomaram o seu lugar.

## História
Munidos de credenciais atestadas pelo próprio fundador da Ordem Franciscana, obtiveram licença do rei D. Afonso II – cuja corte estava sedeada em Coimbra – para construírem dois novos conventos. Frei Guálter foi fundar um em Guimarães. Frei Zacarias foi para Lisboa, ali se dedicando à edificação do quarto convento construído nessa cidade (após os de São  Vicente de Fora, de Santos e de Chelas) desde que esta fora conquistada por D. Afonso Henriques , em 1147.
O local escolhido para a sua implantação foi o Monte Fragoso – local então ermo e despovoado, cuja escarpa (durante muito tempo conhecida como «Barrocal») era banhada pelo rio Tejo na antiga praia de Cataquefarás (actual Largo do Corpo Santo). Construído sobre um rochedo, o edifício original tinha a sua porta principal virada a sul, acedendo-se a ela, como ainda hoje, pela Calçada de São Francisco, a qual foi criada com sucessivos aterros.
A área do Convento de São Francisco da Cidade era tão grande que o povo lhe chamava «a Cidade de São Francisco».[carece de fontes?] Foi ampliado logo em 1246 e integrado na cidade após a construção, em meados do século XIV da «Muralha Fernandina», que tinha o seu limite na actual Rua do Alecrim – Lisboa passou então a estar defendida por uma longa muralha dotada de 77 torres, que resistiu durante vários meses ao cerco castelhano durante a crise de 1383-1385. A porta principal da cidade situava-se então junto ao actual Largo do Chiado, entre as duas igrejas.
O convento conheceu o seu período de maior fausto durante os séculos XV e XVI, tendo sido reedificado em 1528. Além de convento e templo, serviu também como albergue e hospital, e foi na sua Livraria que se reuniram as Cortes do país em 1579, 1619, 1642, 1668 e 1679. Em 1708 e 1741 foi porém pasto de dois terríveis incêndios. Por fim, quando acabava de ser reconstruído mais uma vez, foi arrasado pelo sismo de 1755 e o incêndio que a este se seguiu: «suas riquezas, sua igreja de três naves, sua preciosa livraria, obras de arte e raridades, desapareceu». Segundo Baltazar Matos Caeiro, ali pereceram nessa altura 600 pessoas «e apenas se encontraram intactos um cálice e um incensório».

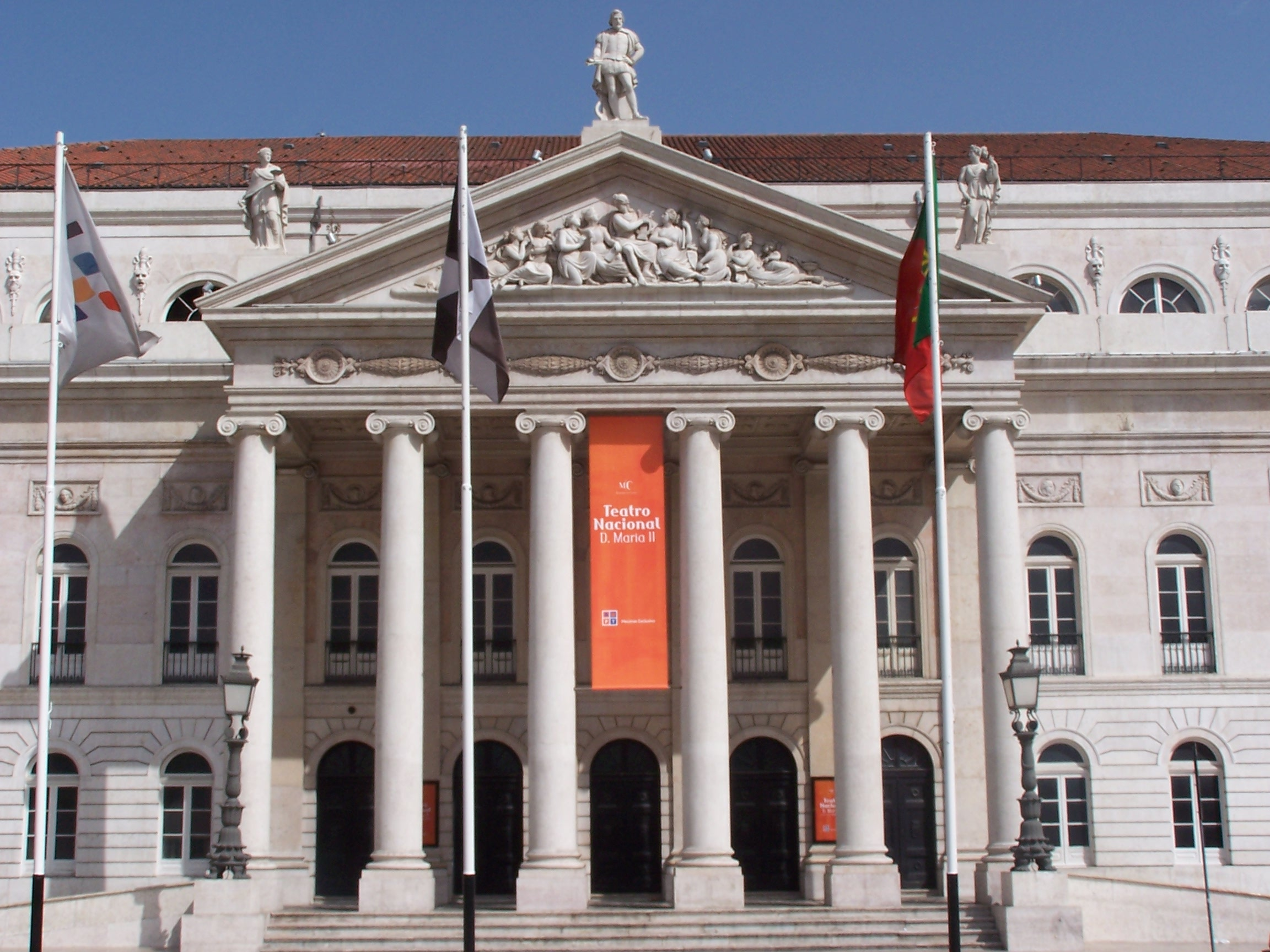
Fachada do Teatro D. Maria II. As seis colunas do pórtico são originárias do antigo Convento de S. Francisco da Cidade

Começou depois a lenta construção de uma nova igreja – com traço de Honorato José Correia – que se pretendia majestosa. Mas não estava ainda concluída quando foram extintas as Ordens religiosas, em 1834. As dependências do convento e as suas extensas galerias passaram então a servir como depósito geral do espólio livreiro vindo dos demais conventos do país, ali ficando instalada a Biblioteca Nacional de Portugal a partir de 1836, até ser transferida para as actuais instalações no Campo Grande em 1965.
Também em 1836 começou a funcionar no primeiro piso do edifício a Academia de Belas-Artes, que em 1862 passaria a designar-se Academia Real de Belas-Artes (atual Faculdade de Belas-Artes da Universidade de Lisboa); nesse mesmo ano é aí instalada a Galeria Nacional de Pintura, que, a partir de 1911, daria origem ao [Museu Nacional de Arte Contemporânea do Chiado]].
Em 1839 demoliu-se o edifício que fora implantado no lugar da antiga igreja. As colunas jónicas que ostentava no exterior foram integradas nas fachadas da Escola Politécnica e do Teatro Nacional D. Maria II. Mais tarde, ali seria instalada a Escola Superior de Belas Artes, que a partir de 1965 ocupou as áreas tornadas devolutas após a transferência da Biblioteca Nacional.
No Capítulo Geral celebrado em 1217 na Porciúncula, S. Francisco de Assis enviou os seus irmãos na missão. Com Frei Guálter e Frei Zacarias vieram também mais cinco frades que passaram por Portugal a caminho de Marrocos, onde pagaram com a vida a sua missão.